# Andranik Teymourian
Andranik Timoutian-Samarani (em persa: آندرانیک تیموریان - Teerão, 6 de março de 1983) é um ex-futebolista iraniano que jogava na posição de meio-campo. Atuou pela última vez como jogador no Gostaresh Foulad.

## Carreira
Ele representou o Irã em Copas do Mundo (2006, 2014) e Copas da Ásia (2007, 2011, 2015), inclusive capitaneando a equipe como o primeiro cristão a fazê-lo.